# Шийний відділ хребта

Будова типових хребців людини

Шийний відділ хребта  (лат. vertebrae cervicales) — перший відділ хребта людини та хребетних тварин, що підтримує голову.

## Особливості шийних хребців у ссавців
У ссавців будова шийних хребців у порівнянні з іншими відділами хребта має деякі особливості будови:
- Наявність отвору поперечного відростка (foramen processus transversus);
- Наявність 7 хребців
- Наявність борозни спинномозкового нерва (sulcus arteriae vertebralis);
- Кінці хребців утворюють передні (tuberculi anterior) та задні горбки (tuberculi posterior).

## Шийний відділ хребта людини
У людини шийний відділ завжди представлений 7 хребцями. Позначають їх латинською літерою C (від лат. collum — «шия»). За будовою їх класифікують на типові (C-III — C-VI) та атипові. До атипових належать атлант (atlas, C-I), епістрофей чи осьовий хребець (axis або epistropheus, C-II) та виступний хребець (vertebra prominens, C-VII).